# ベルンハルト・ドンドルフ

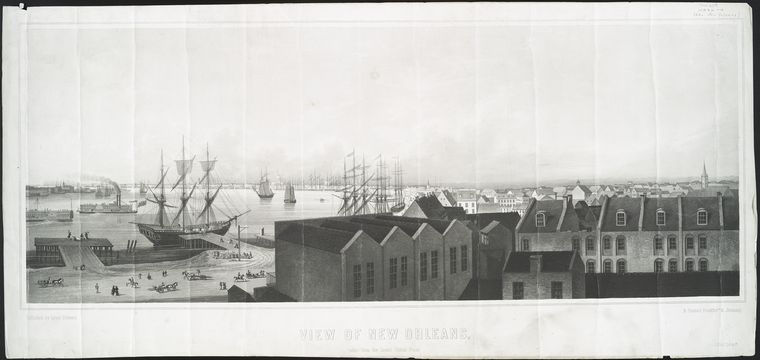
View Of New Orleans, Taken From The Lower Cotton Press

ベルンハルト・J・ドンドルフ（Bernhard J. Dondorf、1809年 - 1902年）は、ドイツの石版（リトグラフ）画家であり、政治家・実業家。1833年からフランクフルト・アム・マインで、印刷会社を経営した。

## 印刷会社の経営
会社は1850年に師のカール・ナウマンの印刷会社と合併し、ドンドルフ・アンド・ナウマン社となった。同社は有価証券と紙幣、郵便切手専門の印刷会社で、ギーゼッケ・アンド・デブリエントと共にドイツ連邦（1815年-1866年）の主な紙幣製造会社の一つであった。
日本語ではビー・ドンドルフ、ドンドルフ・ナウマン印刷会社とも表記され、一時期、日本政府のお雇い外国人のエドアルド・キヨッソーネが在籍していたことでも知られる。1870年の普仏戦争の時期には明治政府から紙幣印刷を受託しているが、この紙幣は通称「ゲルマン紙幣」（明治通宝）として知られる。
この印刷会社は、のちにトランプカードの印刷も行い、当時の高い技術で印刷されたトランプは現在でも収集家に人気がある。

## 住居

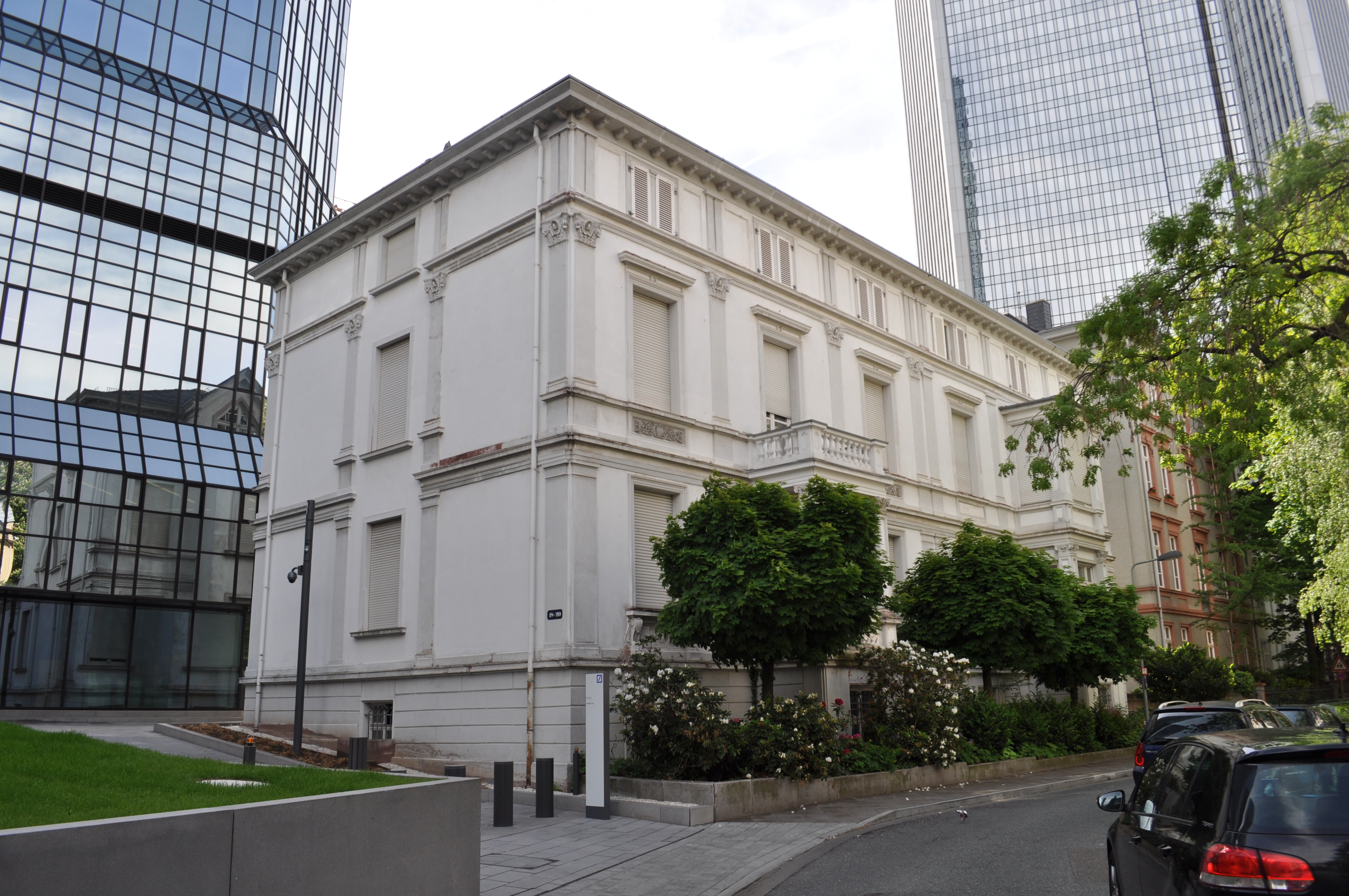
引退後の家「Klüberstraße 18-20」。

ドンドルフが1872年に引退してから住んだ家は、フランクフルト・ヴェステント文化記念財に指定されている。

## 作品
- View Of New Orleans, Taken From The Lower Cotton Press